# ۱۳۳۳ (میلادی)
۱۳۳۳ (میلادی) هزار و سیصد و سی و سومین سال تقویم میلادی است.

## درگذشتگان
- مانوئل دوم، امپراتور ترابوزان (پس از برکناری به‌قتل رسید)

‎